# Peva (Almeida)
Peva ist ein Ort und eine ehemalige Gemeinde (Freguesia) im portugiesischen Kreis Almeida. In der Gemeinde lebten 168 Einwohner (Stand 30. Juni 2011).
Am 29. September 2013 wurden die Gemeinden Peva, Azinhal und Vale Verde zur neuen Gemeinde União das Freguesias de Azinhal, Peva e Valverde zusammengefasst.